# Paipai
Le paipai est une langue yumane de la branche des langues yumanes du Nord parlée au Mexique, dans le Nord de la Basse-Californie, à San Isidro, dans la vallée de la Trinidad et surtout à Santa Catarina dans la Sierra de Juarez. La population ethnique est de 300 personnes. La langue recule au profit de l'espagnol .

## Variétés
La langue était autrefois parlée du delta du Colorado jusqu'au rivages de l'océan Pacifique, mais on ne connaît rien des dialectes ayant pu exister. Cependant la langue n'est sans doute présente que depuis une époque relativement récente en Basse-Californie , car elle fait partie des langues yumanes du Nord, parlées en Arizona.